# Präsidentenwahl in der Republik China (Taiwan) 2004

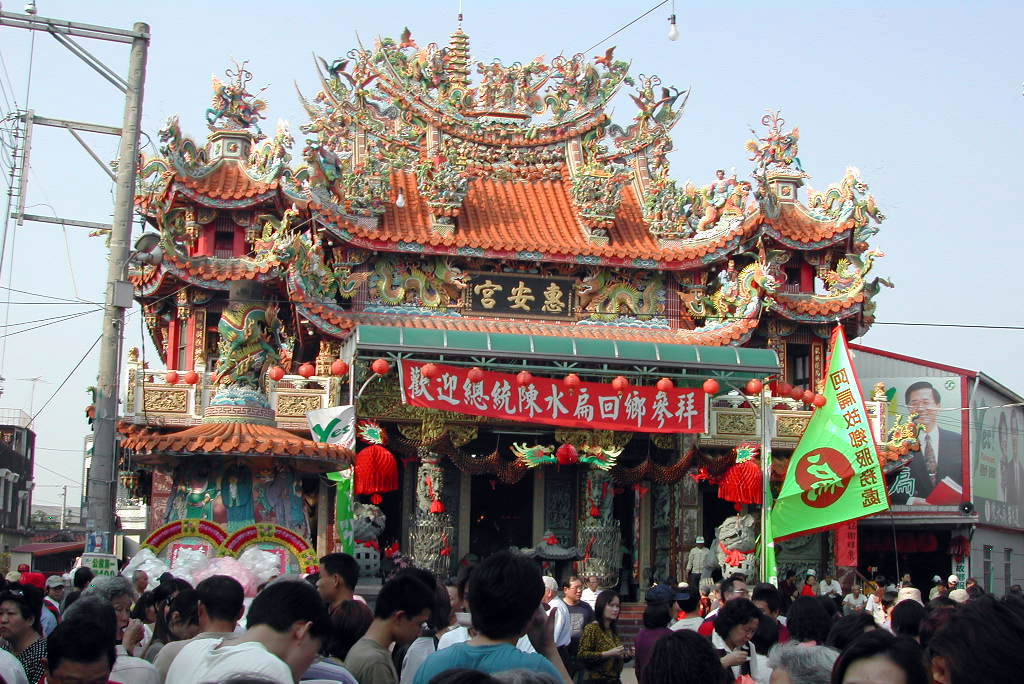
Willkommensgrüße für den Wahlsieger Chen Shui-bian an einem Tempel in seiner Heimatgemeinde Guantian

Die Präsidentenwahl in der Republik China 2004 fand am 20. März 2004 statt. Sie war die 11. Präsidentenwahl seit 1947 und die dritte direkte Wahl eines Präsidenten in der Republik China auf Taiwan. Hauptkontrahenten waren der amtierende Präsident Chen Shui-bian und die Vizepräsidentin Annette Lu als Spitzenkandidaten der Demokratischen Fortschrittspartei (DPP) auf der einen Seite und der Kuomintang (KMT)-Vorsitzende Lien Chan mit dem Vorsitzenden der Qinmindang James Soong auf der anderen Seite. Die Wahl wurde mit einem Vorsprung von 0,22 % der Stimmen sehr knapp von den Kandidaten der DPP gewonnen.
Am Wahltag wurde auch ein Referendum über die Beziehungen zur Volksrepublik China abgehalten.

## Wahlkampf

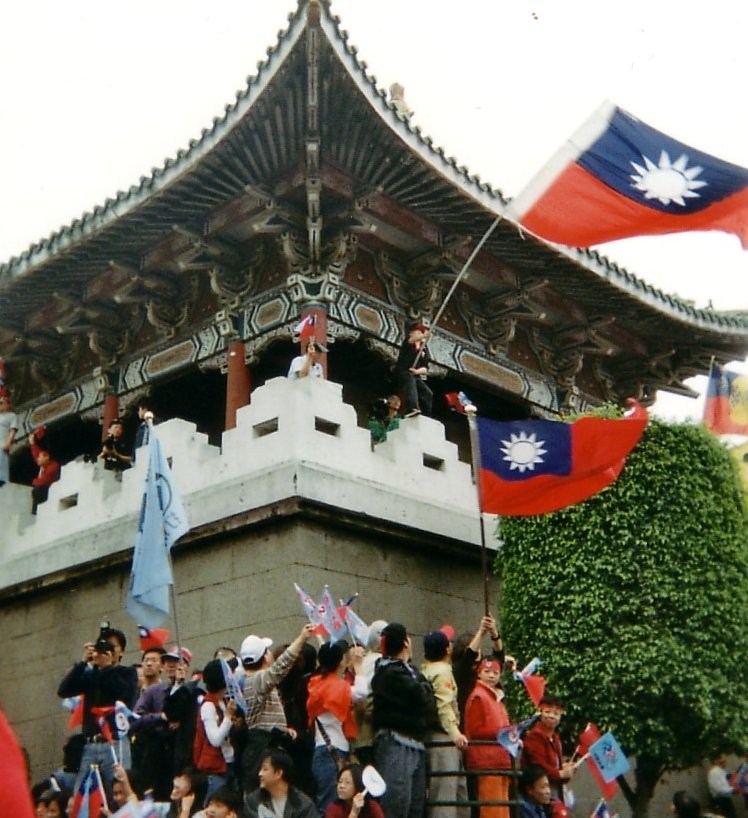
Anhänger der pan-blauen Koalition schwenken die Kuomintang-Fahne

Im Februar 2003 einigten sich die Kuomintang und die Qinmindang (chin. 親民黨, engl. People First Party, PFP) auf die Bildung einer gemeinsamen Wahlkampfplattform für die kommende Präsidentschaftswahl. Als Kandidat für die Präsidentschaft wurde Lien Chan von der KMT und als Kandidat für die Vizepräsidentschaft James Soong von der Qinmindang aufgestellt. Dies geschah vor dem Hintergrund der Erfahrungen der Wahl im Jahr 2000, bei der beide Bewerber getrennt angetreten waren und durch den Kandidaten der DPP Chen Shui-bian überraschend geschlagen worden waren. Zusammen hatten beide damals jedoch fast 60 Prozent der Stimmen erzielt.
Am 11. November 2003 nominierte Präsident Chen Shui-Bian offiziell erneut Annette Lu als Kandidatin für das Vizepräsidentenamt, nachdem es im Vorfeld deshalb innerparteiliche Diskussionen gegeben hatte. Beide wurden im Wahlkampf durch die pan-grüne Koalition unterstützt.
Im Wahlkampf spielte wie immer der politische Status der Republik China eine wichtige Rolle. Die KMT-geführte pan-blaue Koalition betonte die chinesischen Wurzeln Taiwans, sprach sich jedoch entschieden gegen die von der Volksrepublik China vorgeschlagene Einheit unter dem Motto „Ein Land, zwei Systeme“ aus. Die pan-grüne Koalition betonte die Nationalinteressen Taiwans als separater, von China unabhängiger Staat und warf der KMT den Ausverkauf der Interessen Taiwans an die Volksrepublik China vor. Im Verlauf des Wahlkampfs kam es zu zahlreichen persönlichen Angriffen. Beide Kandidaten und Koalitionen bezichtigten sich gegenseitig der Korruption, der Vetternwirtschaft sowie der Inkompetenz. Anfänglich lag die pan-blaue-Koalition in der öffentlichen Meinung in Führung, jedoch begann sich die Stimmung spätestens nach der von der pan-grünen Koalition organisierten Massendemonstration, der 228-Hand-in-Hand-Kundgebung am 28. Februar 2004, zu wenden. Am 19. März 2004, dem Vortag der Wahl, kam es bei einer Wahlkampfveranstaltung in Tainan zu einem Schusswaffenattentat auf den Präsidenten und die Vizepräsidentin, bei der beide leicht verletzt wurden. Die Hintergründe konnten nicht eindeutig geklärt werden, vermutlich handelte es sich um einen Einzeltäter. Von KMT-Anhängern wurde schon kurz nach dem Vorfall spekuliert, dass das Ereignis inszeniert worden sein könnte, um dem DPP-Präsidenten Sympathiestimmen zu verschaffen. Dabei wurde auf angebliche Ungereimtheiten verwiesen. Der verletzte Präsident war unter anderem nicht in das nächstgelegene, sondern in ein weiter entferntes Krankenhaus gebracht worden. Der ganze Vorfall war zudem auf keiner Kameraaufnahme gut dokumentiert worden und ein auf den ersten Aufnahmen sichtbarer, mutmaßlicher Blutfleck war auf der Kleidung des Präsidenten bei seiner Ankunft im Krankenhaus nicht mehr zu sehen. Diese Vorwürfe wurden von den Anhängern der pan-grünen Koalition heftig zurückgewiesen und auch von unabhängigen Beobachtern als nicht plausibel bewertet.
Eine gewisse Rolle spielte auch der Ausbruch der SARS-Epidemie. Taiwan war ab März/April 2003 von SARS-Krankheitsausbrüchen betroffen. Epidemiologische Analysen zeigten, dass der Ursprung der Epidemie in Südchina lag, von wo sie nach Taiwan übergegriffen hatte. Dadurch fühlten sich Teile der taiwanischen Öffentlichkeit in ihrer Auffassung von den „schlechten Auswirkungen“ eines verstärkten Kontakts zu Festlandchina bestätigt. Hinzu kam, dass die Volksrepublik China das Ersuchen der Regierung Taiwans um einen Beobachter-Status bei der Weltgesundheitsorganisation (WHO) blockierte. Die taiwanische Regierung hatte angeboten, SARS-Experten zu einem Treffen der WHO zu entsenden, was auf den Widerstand der Volksrepublik stieß. Präsident Chen beklagte sich daraufhin öffentlich, dass Taiwan in der SARS-Frage nicht isoliert gelassen werden dürfe und erhielt Unterstützung vom US-Repräsentantenhaus, das eine entsprechende Resolution verabschiedete. Dies trug zur Popularität Chens in Taiwan bei.

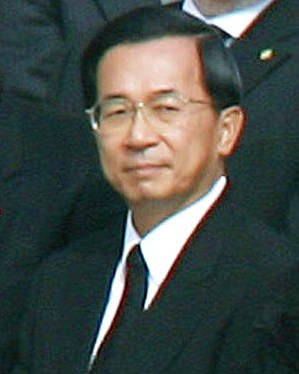
Chen Shui-bian (DPP) amtierender Präsident
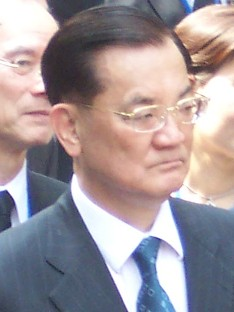
Lien Chan (KMT) Kandidat für die Präsidentschaft
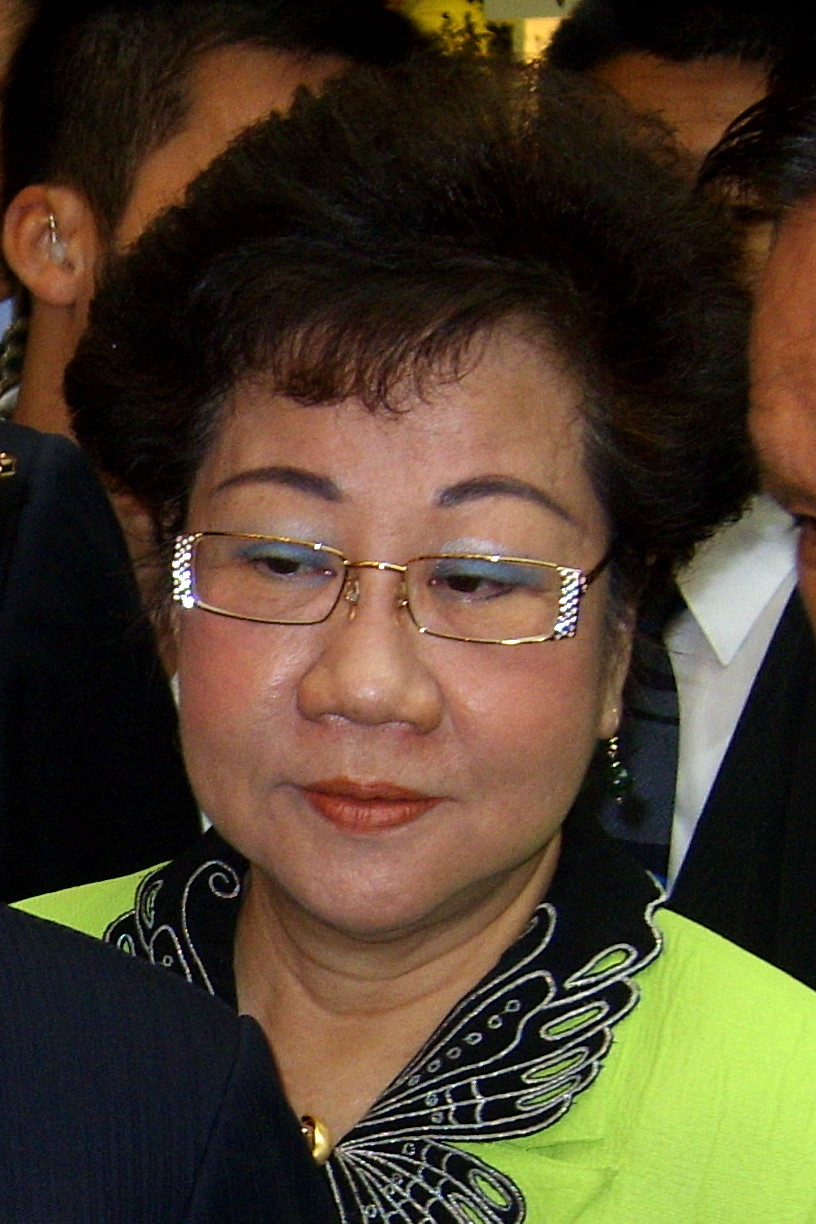
Annette Lu (DPP) amtierende Vizepräsidentin
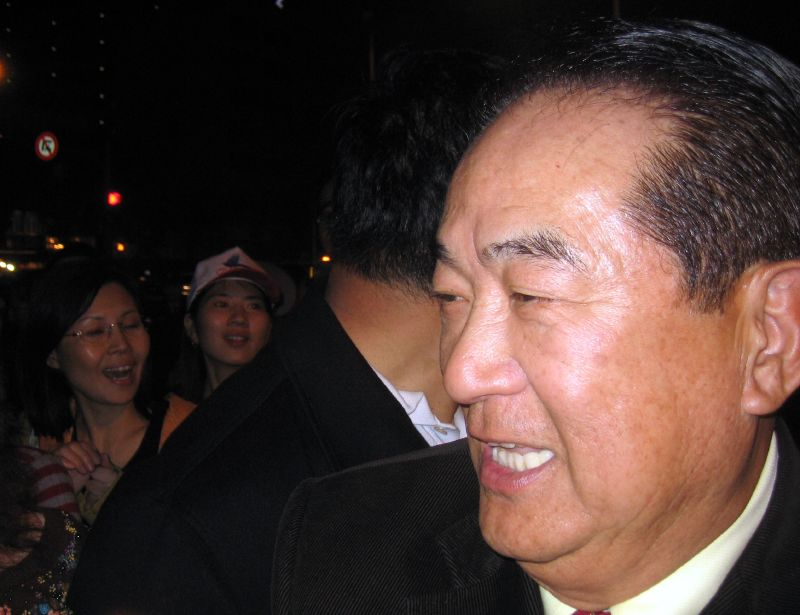
James Soong (PFP) Kandidat für das Amt des Vizepräsidenten

## Ergebnisse der Präsidentenwahl
Der Wahltag verlief weitgehend ohne Zwischenfälle. Als sich am Wahlabend abzeichnete, dass die pan-grüne Koalition sehr knapp in Führung lag, gab der Spitzenkandidat der KMT eine Erklärung ab, in der er die Wahlen als „unfair“ bezeichnete. Außerdem forderte er eine unabhängige Untersuchung des Attentats vom Vortag, das er als undurchsichtig und verdächtig bezeichnete. In den folgenden Tagen kam es zu Massendemonstrationen von KMT-Anhängern. Schließlich einigten sich beide Seiten auf eine erneute Auszählung der fraglichen Stimmbezirke unter unabhängiger Kontrolle. Diese fand vom 10. bis 18. Mai 2004 statt. Im Endergebnis blieb es beim Wahlsieg Chen Shui-bians. Allerdings war dessen Vorsprung von 29.518 Stimmen bei der ersten Auszählung auf 25.563 Stimmen bei der zweiten Auszählung geschrumpft.

### Landesweite Ergebnisse

Grafische Darstellung der Mehrheitsverhältnisse

Die Tabelle zeigt die Ergebnisse nach der ersten Auszählung der Stimmen.
| Kandidaten (Präsident und Vize) | Kandidaten (Präsident und Vize)              | Partei     | Wahlbezirke | Stimmen    | Prozent |
| ------------------------------- | -------------------------------------------- | ---------- | ----------- | ---------- | ------- |
|                                 | Chen Shui-bian (陳水扁), Annette Lu (呂秀蓮) | DPP        | 11          | 6.471.970  | 50,11 % |
|                                 | Lien Chan (連戰), James Soong (宋楚瑜)       | Kuomintang | 14          | 6.442.452  | 49,89 % |
| Gesamt                          | Gesamt                                       | Gesamt     | 25          | 12.914.422 | 100,0 % |

Die Wahlbeteiligung betrug 80,28 %, von den insgesamt abgegebenen 13.251.719 Stimmen wurden 337.297 (2,5 %) als ungültig gewertet.

### Ergebnisse nach Wahlbezirken
Die folgende Tabelle zeigt die Ergebnisse in den 18 Landkreisen und sieben kreisfreien bzw. regierungsunmittelbaren Städten. Die Stimmen- und Prozentzahl des Gewinners ist jeweils rot markiert. Typisch für die taiwanesische politische Szenerie ist die Verteilung der Mehrheiten. Die DPP besitzt ihre politischen Schwerpunkte im Süden des Landes, die KMT im Norden und Osten. Den höchsten Stimmenanteil für die KMT gab es auf den nahe der Volksrepublik China gelegenen Matsu-Inseln und Kinmen, deren Bewohner einen Konflikt mit der Volksrepublik China aufgrund der auf die Unabhängigkeit Taiwans zielenden Politik einer DPP-geführten Regierung fürchten.
| Wahlbezirk          | Chen・Lu  | Chen・Lu | Lien・Soong | Lien・Soong | Ungültige Stimmen | Wahl- enthaltung |
| Wahlbezirk          | Stimmen   | %        | Stimmen     | %           | Ungültige Stimmen | Wahl- enthaltung |
| ------------------- | --------- | -------- | ----------- | ----------- | ----------------- | ---------------- |
| Taipeh Stadt        | 690.379   | 43,47 %  | 897.870     | 56,53 %     | 30.789            | 207.491          |
| Landkreis Taipeh    | 1.000.265 | 46,94 %  | 1.130.615   | 53,06 %     | 52.948            | 130.350          |
| Keelung Stadt       | 90.276    | 40,56 %  | 132.289     | 59,44 %     | 4.996             | 42.013           |
| Landkreis Yilan     | 147.848   | 57,71 %  | 108.361     | 42,39 %     | 8.885             | 39.487           |
| Landkreis Taoyuan   | 448.770   | 44,68 %  | 555.688     | 55,32 %     | 30.838            | 106.918          |
| Landkreis Hsinchu   | 92.576    | 35,93 %  | 165.027     | 64,07 %     | 6.737             | 72.451           |
| Hsinchu Stadt       | 96.818    | 44,88 %  | 118.924     | 55,12 %     | 5.143             | 22.106           |
| Landkreis Miaoli    | 123.427   | 39,24 %  | 191.059     | 60,76 %     | 10.868            | 67.632           |
| Landkreis Taichung  | 440.479   | 51,79 %  | 410.082     | 48,21 %     | 27.270            | 30.397           |
| Taichung Stadt      | 267.095   | 47,34 %  | 297.098     | 52,66 %     | 10.566            | 30.003           |
| Landkreis Changhua  | 383.296   | 52,26 %  | 350.128     | 47,74 %     | 26.288            | 33.168           |
| Landkreis Nantou    | 146.415   | 48,75 %  | 153.913     | 51,25 %     | 8.784             | 7.498            |
| Landkreis Yunlin    | 243.129   | 60,32 %  | 159.906     | 39,68 %     | 16.748            | 83.223           |
| Landkreis Chiayi    | 199.466   | 62,79 %  | 118.189     | 37,21 %     | 11.554            | 81.277           |
| Chiayi Stadt        | 85.702    | 56,06 %  | 67.176      | 43,94 %     | 2.905             | 18.526           |
| Landkreis Tainan    | 421.927   | 64,79 %  | 229.284     | 35,21 %     | 19.313            | 192.643          |
| Tainan Stadt        | 251.397   | 57,77 %  | 183.786     | 42,23 %     | 8.247             | 67.611           |
| Kaohsiung Stadt     | 500.304   | 55,64 %  | 398.769     | 44,37 %     | 15.012            | 101.535          |
| Landkreis Kaohsiung | 425.265   | 58,40 %  | 302.937     | 41,60 %     | 21.903            | 122.328          |
| Landkreis Pingtung  | 299.321   | 58,11 %  | 215.796     | 41,89 %     | 13.385            | 83.525           |
| Landkreis Hualien   | 53.501    | 29,79 %  | 126.041     | 70,21 %     | 4.523             | 72.540           |
| Landkreis Taitung   | 40.203    | 34,48 %  | 76.382      | 65,32 %     | 3.198             | 36.179           |
| Landkreis Penghu    | 22.162    | 49,47 %  | 22.639      | 50,53 %     | 1.213             | 477              |
| Kinmen              | 1.701     | 6,45 %   | 26.433      | 93,54 %     | 1.069             | 24.732           |
| Matsu-Inseln        | 248       | 5,76 %   | 4.060       | 94,24 %     | 117               | 3.812            |

### Wahlkarten

Wahlkreismehrheiten bei der Wahl: Mehrheit für Lien/Soong (pan-blaue Koalition) Mehrheit für Chen/Lu (pan-grüne Koalition)
Mehrheiten nach Stadt- und Landgemeinden

## Ergebnisse des Referendums
Im Jahr 2003 verabschiedete der Legislativ-Yuan ein Gesetz, das erstmals die Abhaltung von Volksabstimmungen (Referenden) ermöglichte. Auf Initiative der regierenden DPP wurde ein Referendumsentwurf mit zwei Fragen eingebracht. Bei der ersten ging es darum, ob die taiwanesische Regierung ermächtigt werden sollte Raketenabwehrsysteme zu installieren, um damit der Bedrohung durch die Raketensysteme der Volksrepublik China auf der anderen Seite der Taiwanstraße entgegenzutreten:

「台灣人民堅持台海問題應該和平解決。如果中共不撤除瞄準台灣的飛彈、不放棄對台灣使用武力，您是否贊成政府增加購置反飛彈裝備，以強化台灣自我防衛能力?」

„Die Bevölkerung Taiwans verlangt nach einer friedlichen Lösung der Frage der Taiwan-Straße. Für den Fall, dass sich Festland-China weigert, die auf Taiwan gerichteten Raketen abzuziehen und einen Gewaltverzicht gegenüber Taiwan auszusprechen: Sind Sie dann damit einverstanden, dass die Regierung ein Raketenabwehrsystem aufbaut um Taiwans Fähigkeit zur Selbstverteidigung zu stärken?“

Die zweite Frage war, ob Verhandlungen mit der Volksrepublik China aufgenommen werden sollten um ein „Friedens- und Stabilitätsnetzwerk“ im gegenseitigen Interesse aufzubauen

「您是否同意政府與中共展開協商，推動建立兩岸和平穩定的互動架構，以謀求兩岸的共識與人民的福祉?」

„Sind Sie einverstanden dass unsere Regierung sich in Verhandlungen mit Festland-China bemühen sollte ein „Friedens- und Stabilitätsnetzwerk“ für die Beziehungen über die Taiwanstraße hinweg zu etablieren um Übereinkünfte zu erzielen und die Wohlfahrt der Menschen auf beiden Seiten der Straße zu befördern?“

Von Seiten der oppositionellen pan-blauen Koalition wurde Wahlenthaltung empfohlen.
Es wurde ganz überwiegend mit „Ja“ abgestimmt, jedoch wurde die erforderliche Beteiligung von 50 Prozent nicht erreicht, die Ergebnisse der beiden Abstimmungen waren damit nicht verbindlich.
| Referendum                                   | Ja-Stimmen · (in %) | Nein-Stimmen · (in %) | Ungültige Stimmen (in %) | Wahlbeteiligung (in %) |
| -------------------------------------------- | ------------------- | --------------------- | ------------------------ | ---------------------- |
| Frage 1 (Raketenabwehr)                      | 6.511.216 (91,8 %)  | 581.413 (8,2 %)       | 359.711 (4,8 %)          | 45,2 %                 |
| Frage 2 („Friedens- und Stabilitätnetzwerk“) | 6.319.663 (92,1 %)  | 545.911 (8,0 %)       | 578.574 (7,8 %)          | 45,1 %                 |